# Манастир Поблет
Манастир Поблет (на каталонски: Reial Monestir de Santa Maria de Poblet) е цистерциански манастир, основан през 1151 година. Един от най-големите манастири в Испания се намира в Каталуния. Основан в долината на река Франколи от Раймон Беренгер IV, освободил Каталуния от господството на маврите.
Манастирът побира в себе си укрепена кралска резиденция и пантеон на кралската династия на Арагон, като се започне с Хайме I Арагонски.
Особен интерес представляват сводестите галерии с вътрешни дворове (XII век) и кралската гробница (1359). Освен това, в центъра на манастира се намира църква от XII в, алабастърна задолтарна преграда, която е създадена Дамиан Формент през 1527 година.
През 1835 г. манастирът е изоставен, а е възстановен едва през 1930-те години. На 11 януари 1963 г., папа Йоан XXIII възлага на катедралата на манастира Поблет статут на малка базилика.
Включен е в списъка на Световното културно наследство на ЮНЕСКО през 1991 година.

## В кралската гробница са погребани кралете на Арагон
- Алфонсо II Целомъдрени (1196)
- Хайме I Арагонски (1276)
- Педро IV Арагонски (1387)
- Хуан I Ловец (1396)
- Мартин I (1410)
- Фердинанд I Справедливи (1416)
- Алфонсо V Великодушния (1458)
- Хуан II (1479)

- Алфонсо II Целомъдрени(1196)
- Хайме I(1276)
- Педро IV Арагонски (1387) и Елеонор Сицилианска
- Хуан I Ловец (1396) и Йоланда дьо Бар
- Мартин I Хуманист
- Фердинанд I Справедливи (1416) и Елеонора д’Албуркерке
- Алфонсо V Великодушни
- Хуан IIи Хуана Енрикес
- Хуана